# 小行星13024
小行星13024（13024 Conradferdinand）是一颗绕太阳运转的小行星，为主小行星带小行星。该小行星于1989年1月11日发现。

## 轨道参数
小行星13024的轨道半长轴为2.3971539 UA，离心率为0.100。